# How to Create a Mind
How to Create a Mind: The Secret of Human Thought Revealed är en bok om hjärnor, både mänskliga och artificiella, av uppfinnaren och futurologen Ray Kurzweil från 2012.
Kurzweil beskriver en serie av tankeexperiment som enligt honom tyder på att hjärnan innehåller en hierarki av mönsterigenkännare. Baserat på detta presenterar han sin "Pattern Recognition Theory of Mind". Han säger att neocortexen innehåller 300 miljoner mycket generella mönsterigenkännande kretsar och hävdar att de är ansvariga för de flesta aspekter av mänskligt tänkande. Han föreslår också att hjärnan är en "recursive probabilistic fractal" vars kod representeras av 30-100 miljoner byte av komprimerad kod i genomet.
Kurzweil förklarar sedan att en datorversion av denna design kan användas för att skapa en artificiell intelligens mer kapabel än den mänskliga hjärnan. Den skulle använda tekniker såsom dolda Markov-modeller och genetiska algoritmer, strategier Kurzweil använde framgångsrikt i sina år som en kommersiell utvecklare av mjukvara för taligenkänning. Eftersom konstgjorda hjärnor kommer att kräva omfattande datorkraft, hänvisar Kurzweil till sin "law of accelerating returns" som förklarar hur de sammansatta effekterna av exponentiell tillväxt kommer att leverera den nödvändiga hårdvaran på bara några decennier.

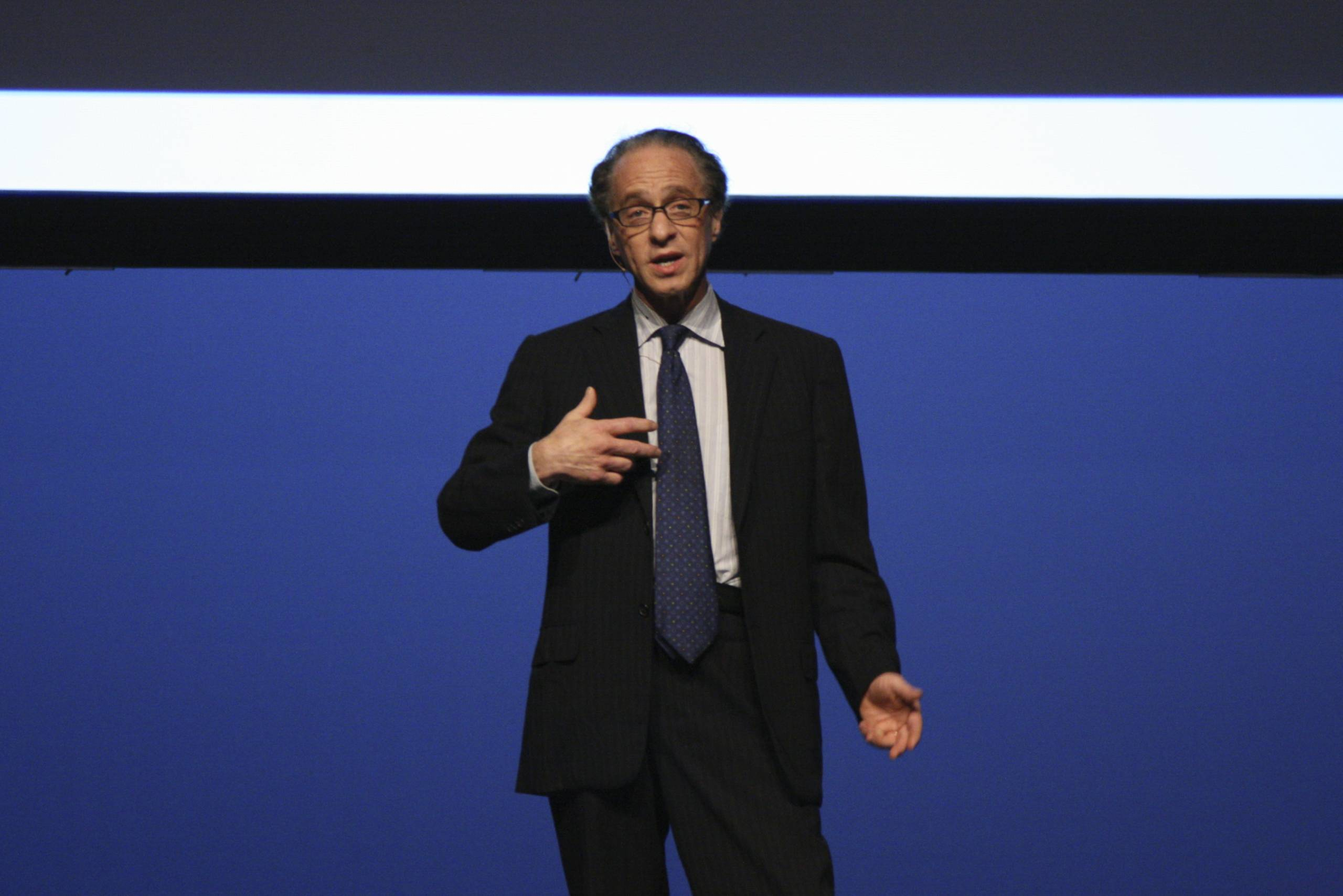
Ray Kurzweil, 2008.